# Aimé Dossche
Pour les articles homonymes, voir Dossche.
Aimé Dossche, né le 28 mars 1902 à Landegem et mort le 30 octobre 1985 à Gand, est un coureur cycliste belge. Il a remporté deux étapes du Tour de France 1926, dont la dernière arrivant au Parc des Princes. En 1929, il gagne la première étape du Tour à Caen, ce qui lui permet de porter le maillot jaune pendant trois jours. Il a également remporté le Championnat des Flandres à trois reprises.

## Palmarès
- 1922
  - 4e étape du Tour de Belgique indépendants
  - Championnat des Flandres indépendants
  - 3e du Tour de Belgique indépendants
- 1924
  - Paris-Cambrai
  - 2e de Paris-Nantes
  - 3e de Binche-Tournai-Binche
  - 3e de Bruxelles-Bellaire
- 1925
  - Championnat des Flandres
  - 3e de Paris-Nantes
  - 7e du Tour des Flandres
  - 9e de Paris-Tours
- 1926
  - 2e et 17e étapes du Tour de France
  - 4e de Paris-Bruxelles
  - 9e du Tour de Lombardie
- 1927
  - 2e de Paris-Menin
- 1928
  - Championnat des Flandres
  - Circuit de Champagne
  - 2e du Grand Prix du 1er mai
  - 2e de Bruxelles-Paris
- 1929
  - Paris-Cambrai
  - 1re étape du Tour de France
  - 2e du Championnat des Flandres
  - 5e de Paris-Tours
- 1930
  - 2e du Tour des Flandres
  - 3e de Paris-Lille
  - 7e de Paris-Tours
- 1931
  - Championnat des Flandres

## Résultats sur le Tour de France
3 participations
- 1926 : 15e, vainqueur des 2e et 17e étapes
- 1929 : abandon (12e étape), vainqueur de la 1re étape,  maillot jaune pendant 3 jours
- 1930 : 12e